# Bave (Alagnon)
Die Bave ist ein Fluss in Frankreich, der in der Region Auvergne-Rhône-Alpes verläuft. Sie entspringt beim Gipfel Buron de Jugnaux in den Bergen des Cézallier, im Gemeindegebiet von Anzat-le-Luguet, entwässert generell in östlicher Richtung durch den Regionalen Naturpark Volcans d’Auvergne und mündet nach rund 22 Kilometern beim Weiler Brugeilles im Gemeindegebiet von Torsiac als linker Nebenfluss in den Alagnon. Auf ihrem Weg durchquert die Bave die Départements Puy-de-Dôme sowie Haute-Loire und bildet in ihrem Mittellauf auf einer Länge von etwa 6 km die Grenze zum benachbarten Département Cantal.

## Orte am Fluss
- Anzat, Gemeinde Anzat-le-Luguet
- Bousselargues, Gemeinde Blesle
- Brugeilles, Gemeinde Torsiac